# Fara v Roprachticích
Fara v Roprachticích je kulturně chráněná památka v obci Roprachtice (okres Semily).

## Historie a architektura

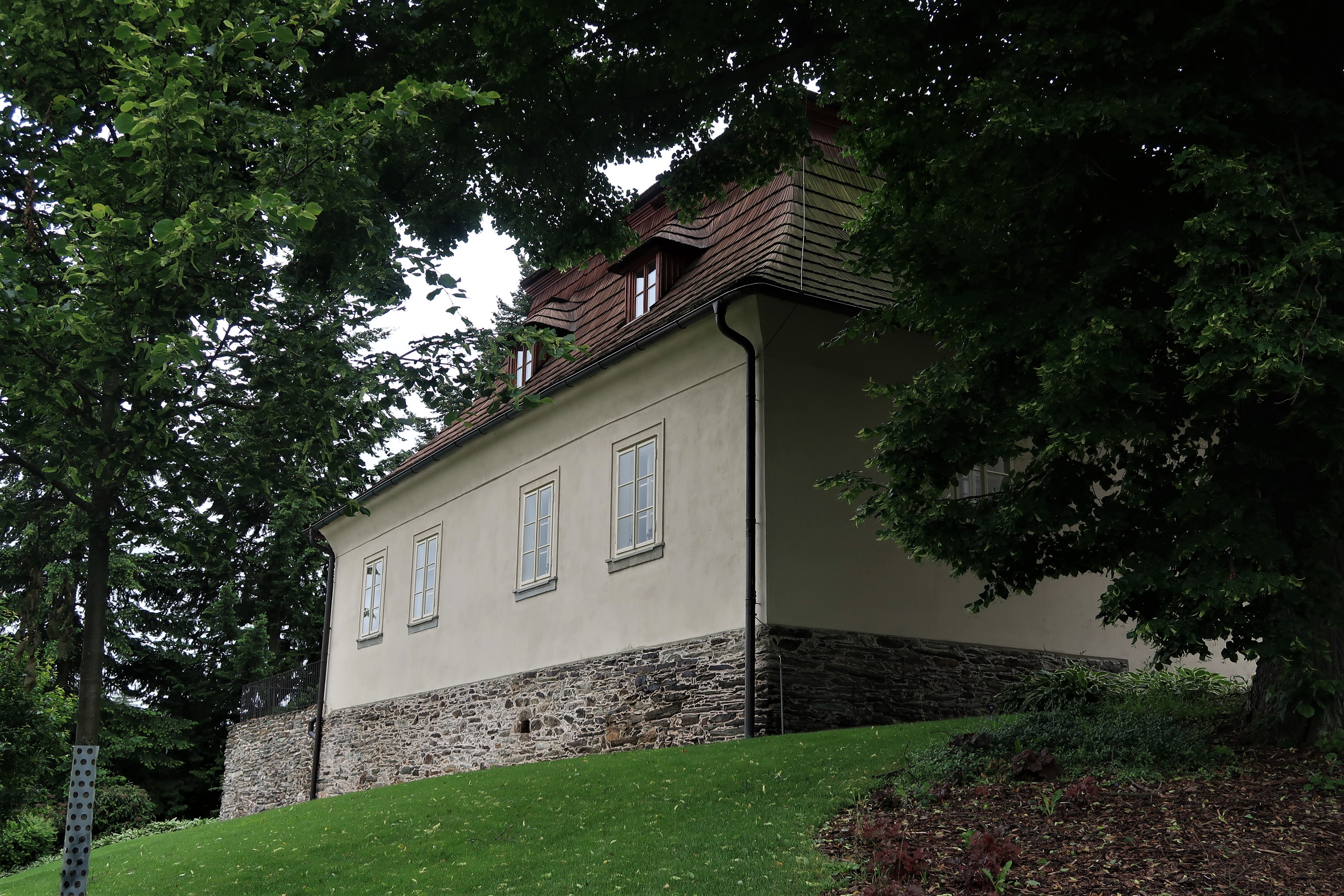
Roprachtická fara od jihu

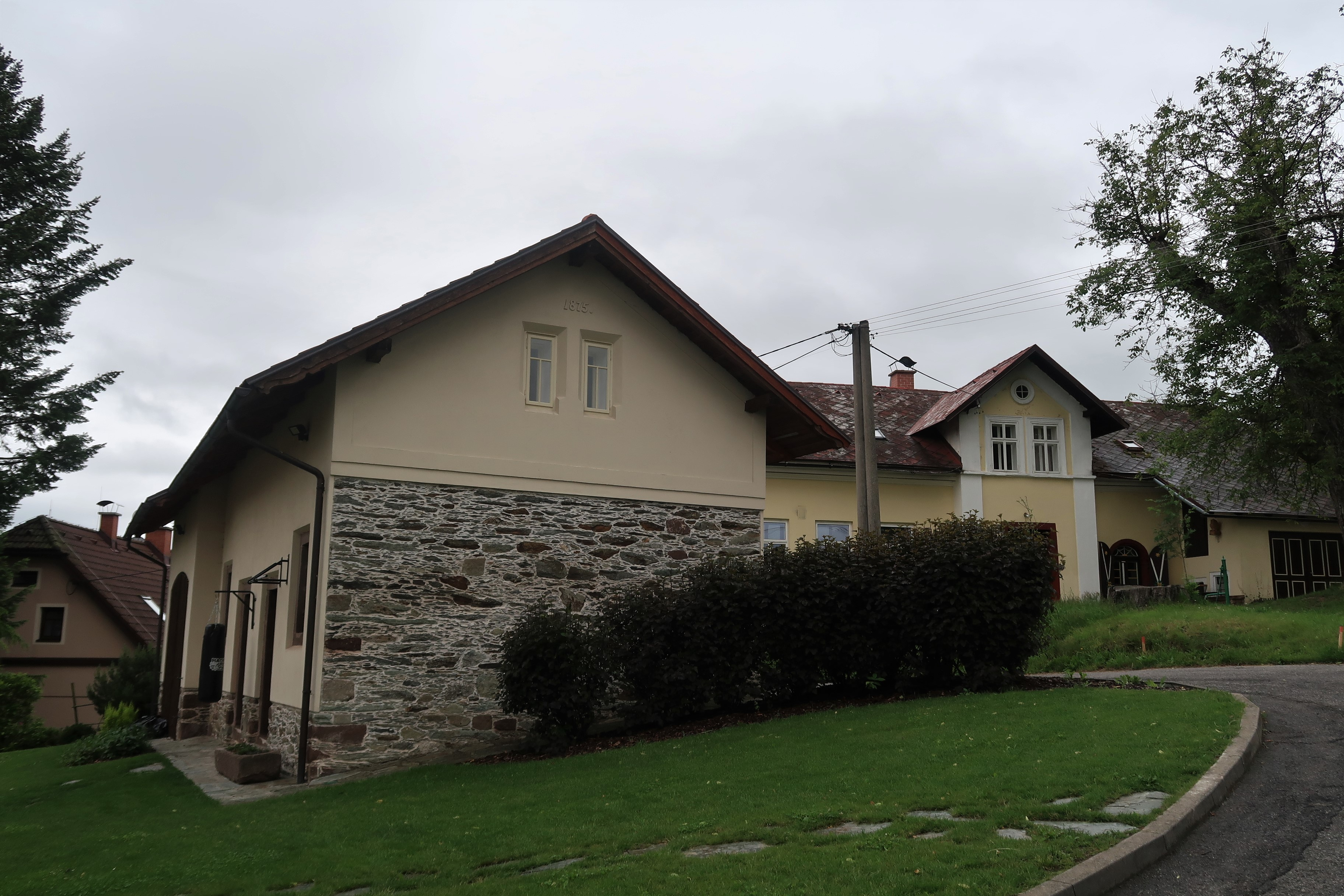
Hospodářské zázemí fary z roku 1815

Fara nese číslo popisné 1 a je situována v jižní části vsi pod kostelem Nejsvětější Trojice a obecním úřadem. Byla postavena v barokním slohu ve druhé polovině 18. století jako jednoduchá přízemní obdélná budova s mansardovou střechou a vysokým štítem nad vchodem. Přesná datace výstavby není známa, ale přibližnou dobu vzniku lze odvodit od několika dat. 
Roprachtice byly součástí semilského panství, které v roce 1748 od svého tchána Ferdinanda Desfourse koupil hrabě František Václav z Caretto-Millesima (1700–1760). Ten je uváděn jako iniciátor stavby fary a v Roprachticích byla v roce 1755 zřízena samostatná farnost, takže někdy v této době před úmrtím Františka Václava budova vznikla. Erb Caretto-Millesimů je umístěn nad vchodem do fary.
Fara je dodnes formálně sídlem římskokatolické farnosti Roprachtice, ale v současnosti je soukromým majetkem. Farnost je spravována ze Semil, bohoslužby v kostele Nejsvětější Trojice se konají pouze dvakrát měsíčně. Roprachtická fara byla na seznam kulturních památek zapsána v roce 2005, památková ochrana se vztahuje i na sousední hospodářskou budovu.